# Charles II de Bade-Durlach
Charles II de Bade-Durlach (en allemand : Karl II von Baden-Durlach), né le 24 juillet 1529 à Pforzheim, décédé le 23 mars 1577 à Durlach est margrave de Bade-Durlach de 1553 à 1577.

## Famille
Fils d'Ernest de Bade-Durlach et d' Ursula von Rosenfeld, Charles II de Bade-Durlach épouse le 10 mars 1551 Cunégonde de Brandebourg-Culmbach (1523-1558), fille du comte Casimir de Brandebourg-Culmbach (1481-1527). Deux enfants naissent de cette union :
- Marie de Bade-Durlach (1553-1561) ;
- Albert de Bade-Durlach (1555-1574).

Veuf, Charles II de Bade-Durlach épouse le 1er août 1558 Anne de Palatinat-Veldenz (1540-1586), fille de Robert de Palatinat-Veldenz. Six enfants naissent de cette seconde union :
- Dorothée Ursula de Bade-Durlach (1559-1583), qui, en 1575, épouse Louis VI de Wurtemberg (1554-1593) ;
- Ernest-Frédéric de Bade-Durlach, co-margrave de Bade-Durlach de 1577 à 1604, margrave de Bade-Bade de 1596 à 1604) et qui, en 1585, épouse Anne von Ostfriesland (1562-1621), fille de Edzard II von Ostfriesland ;
- Jacques III de Bade-Hachberg (1562-1590), co-margrave de Baden-Durlach de 1577 à 1590, margrave de Bade-Hachberg de 1584 à 1590, qui, en 1584, épouse Élisabeth von Cuilenburg (morte en 1620) ;
- Anne Marie de Bade-Durlach (1565-1573) ;
- Élisabeth de Bade-Durlach (1570-1611) ;
- Georges Frédéric de Bade-Durlach, (1573-1638), margrave de Bade-Durlach.

## Biographie
Charles II de Bade-Durlach appartient à la quatrième branche de la Maison de Bade, elle-même issue de la première branche de la Maison ducale de Bade. Il appartient à la lignée de Bade-Durlach dite lignée Ernestine ; cette lignée est toujours existante au début du  XXIe siècle et représentée actuellement par Maximilien de Bade. Lors du décès de Charles II de Bade-Durlach, ses fils sont encore mineurs : c'est sa seconde épouse qui assume la régence. Parmi ses enfants, Georges Frédéric est de religion luthérienne, Ernest Frédéric est calviniste, Jacques III de confession catholique.